# Skoúlli
Skoúlli (grec moderne : Σκούλλι) est un village chypriote situé dans le district de Paphos et comptant 65 habitants.